# Andrzej Zimniak
Andrzej Zimniak (ur. 3 października 1946 w Warszawie) – polski fizykochemik i pisarz science fiction. Doktor chemii, pracownik naukowo-dydaktyczny w Zakładzie Technologii Leków na Wydziale Farmaceutycznym Warszawskiego Uniwersytetu Medycznego. Obecnie na emeryturze.

## Życiorys
Ukończył XIV Liceum Ogólnokształcące im. Stanisława Staszica w Warszawie (matura 1964) oraz Politechnikę Warszawską na Wydziale Chemicznym Politechniki Warszawskiej. W roku 1976 uzyskał stopień doktora w dziedzinie chemii. Jest autorem lub współautorem 43 publikacji naukowych oraz dwóch patentów. Pole szczególnego zainteresowania: badanie budowy związków biologicznie czynnych metodami spektralnymi.
Literacko debiutował w 1980 opowiadaniem Pojedynek opublikowanym w tygodniku studenckim „Politechnik”. Jego debiutem książkowym był zbiór opowiadań Szlaki istnienia. Od tego czasu opublikował przeszło 70 opowiadań i nowel w książkach i na łamach rozmaitych czasopism, m.in. Fantastyki, Feniksa, Młodego Technika, Nowej Fantastyki, Odgłosów, Problemów, Przeglądu Technicznego i Science Fiction. Większość z nich wydał w ośmiu zbiorach autorskich, a także w antologiach. Jego opowiadanie "Klatka pełna aniołów" opublikowano także w przekładzie na czeski, angielski (2010) i francuski. Opublikował też trzy powieści fantastycznonaukowe (Marcjanna i aniołowie, Biały rój i Władcy świtu), a także zbiór esejów na temat futurologii oraz tomik fraszek.
Jest członkiem Stowarzyszenia Pisarzy Polskich, pomysłodawcą i spiritus movens Nagrody Literackiej im. Jerzego Żuławskiego.

## Twórczość
Wydał 13 książek (8 zbiorów opowiadań, 3 powieści, zbiór esejów oraz tomik fraszek):
- Szlaki istnienia, Nasza Księgarnia, 1984 (13 opowiadań)
- Homo determinatus, Wydawnictwo Poznańskie, 1986 (5 opowiadań)
- Opus na trzy pociski, Iskry, 1988 (7 opowiadań)
- Spotkanie z wiecznością, Nasza Księgarnia, 1989 (6 opowiadań)
- Marcjanna i aniołowie, Wydawnictwo Poznańskie, 1989 (powieść)
- Samotny myśliwy, Alfa, 1994 (19 opowiadań)
- Klatka pełna aniołów, Prószyński i S-ka, 1999 (8 opowiadań o Enklu)[11]
- Łowcy meteorów, Sorus, 2000 (6 opowiadań)
- Śmierć ma zapach szkarłatu, Fabryka Słów, 2003 (12 opowiadań)
- Biały rój, Wydawnictwo Literackie, 2007 (powieść)[12]
- Jak NIE zginie ludzkość. Prognozy naukowca i wizjonera, Solaris, 2008 (zbiór esejów futurologicznych)[13]
- Fraszki rubaszne, Solaris, 2012 (tomik fraszek)[14]
- Władcy świtu, Rebis, 2014 (powieść)[15]

Opowiadania jego autorstwa znalazły się także w kilkunastu antologiach oraz dziełach zebranych.
Opowiadanie Klatka pełna aniołów z roku 1994 przyniosło mu nominację do Nagrody im. Janusza A. Zajdla.

## Życie prywatne
Andrzej Zimniak interesuje się nurkowaniem, fotografią, podróżami i eksploracją wulkanów. Jest żonaty i ma jedno dziecko.